# Xerophyta squarrosa
Xerophyta squarrosa är en enhjärtbladig växtart som beskrevs av John Gilbert Baker. Xerophyta squarrosa ingår i släktet Xerophyta och familjen Velloziaceae. Inga underarter finns listade.